# サッポロテイセンボウル
サッポロテイセンボウル（Sapporo Teisen Bowl）は、かつて北海道札幌市東区に所在したボウリング場。帝国製麻本社・本工場の跡地に存し、帝国繊維株式会社北海道営業所が運営していた。

## 概要
1887年（明治20年）設立の北海道製麻の工場敷地の跡地にあった。北海道製麻はその後合併を繰り返し帝国繊維と名を変え、合成繊維の普及に伴い工場は閉鎖された。そして工場従業員の再雇用先として跡地にボウリング場が建設され、1972年（昭和47年）2月29日にオープン。ボウリング場以外にも収容人員1,200人のイベントホール（札幌テイセンホール）が併設されており、1977-78年にかけてのスーパーカーブームの際には大々的なショーが催された。
近年は特にプロレスの興行が頻繁に開催されていた。かつてよりインディーのメッカとして親しまれ、札幌中島体育センターの閉館後、新日本プロレスなどのメジャー団体も興行を打つようになり、プロレスファンからは「北の聖地」と呼ばれていた。特に大日本プロレスは、社長のグレート小鹿の出身地ということもあって、準フランチャイズに指定していた。
一方、札幌駅至近の当区画は再開発の対象として以前より取り沙汰されることが多かった。2012年（平成24年）に入り、敷地北側の2階建て駐車場として使われていた約3,300㎡の敷地（大成建設所有）を大和ハウス工業が取得し、超高層マンションの建設を決定。2013年（平成25年）3月1日に着工・2015年（平成27年）7月中旬に竣工した。テイセンボウルはその直前の2015年（平成27年）6月30日を以て、建物の老朽化などの理由でテイセンホールを含め閉館し、ホール最後の催事は大日本プロレスが行った。跡地は閉館数年後に複合商業施設となる予定で、ホールないしボウリング場が併設されるかは未定とされている。なお駐車場部分の土地は、タイムズに貸与され、コインパーキングとして利用されていたが、2018年（平成30年）に閉鎖。建物も撤去され2019年（平成31年）4月1日より、ニッポンレンタカーが営業所（サッポロステーション）を開業している。

## 施設
- ボウリング：34レーン
- ゲームコーナー
- レストラン（ル・シェール）
2011年公開の大泉洋主演『探偵はBARにいる』（橋本一監督）で、探偵たちの張り込み場としてロケに使われた[6]。
- 喫茶店
- イベントホール（札幌テイセンホール）

## プレミスト札幌ターミナルタワー
計画名は「札幌北7東1計画」。テイセンボウル北側敷地に建設された本タワーマンションは地上38階（住戸最高層は37階）・地下2階・高さ124mの規模となり、東区では初の超高層建築物となった。RC造で総戸数235戸（別途管理事務室1戸・オーナーズコミューン1戸・オーナーズスイート2戸）、敷地面積3,305.46㎡（うち建築面積2,067㎡）。駐車場194台・自転車置場235台・バイク置場10台を整備。2013年（平成25年）9月上旬より販売を開始（販売代理：日本住宅流通）し、2015年（平成27年）7月中旬の竣工後9月上旬より入居開始。
東側は北海道熱供給公社、南側は札幌総合卸センター・札幌繊維卸センター、西側は超高層マンション計画地である北8西1地区にそれぞれ隣接しており、再開発の盛んな地区となっている。

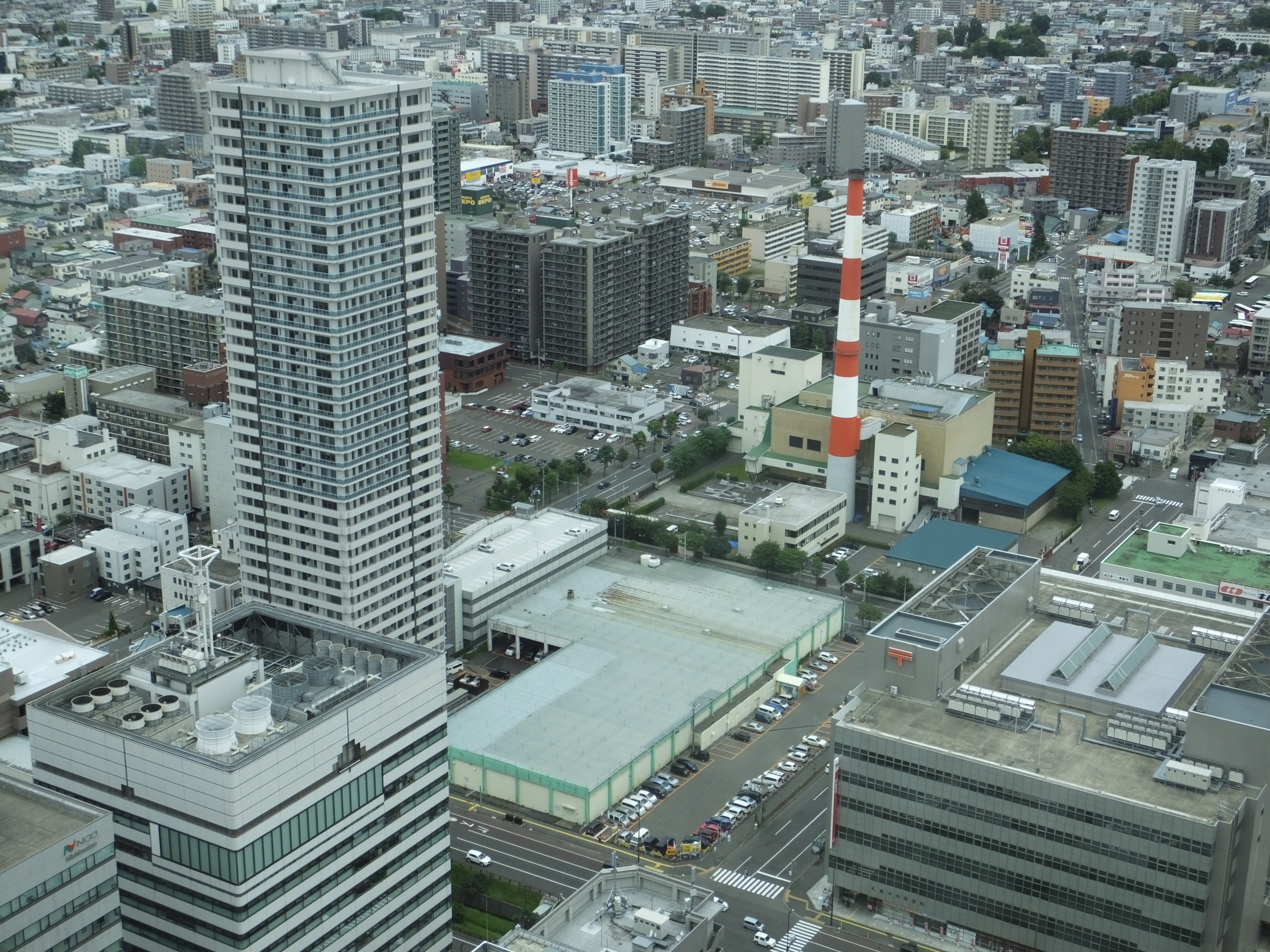
JRタワーより俯瞰した北7東1・北7東2地区

## アクセス
- JR札幌駅北口から徒歩5分。
- 札幌市営地下鉄南北線・東豊線さっぽろ駅16番出口から徒歩3分。
- 創成川通に隣接し、北海道中央バス「北7条東1丁目」バス停すぐ。

## 参考資料
- 43年の歴史に幕！サッポロテイセンボウル（2015年5月27日、北海道Likers・サッポロビール）
- 物件概要（大和ハウス工業・アーカイブ）